# 응우옌푹떤
응우옌 푹 떤(베트남어: Nguyễn Phúc Tần / 阮福瀕 완복빈, 1620년 7월 18일(음력 6월 19일) ~ 1687년 4월 30일(음력 3월 19일))은 대월 후 레 왕조 응우옌 주의 제4대 군주(재위: 1648년 ~ 1687년)이다. 다른 이름으로 응우옌 푹 껀(베트남어: Nguyễn Phúc Cần / 阮福勤 완복근)이라고도 한다. 군주의 칭호는 현주(Chúa Hiền/賢主)이다.

## 생애
1640년 전후에 세자로 책봉되었으며, 군주의 즉위 전부터 찐 주와의 전쟁에 투입되었다.  
푹타이 6년 2월 26일(1648년 3월 19일), 전란 중에 부군 응우옌 푹 란이 서거하여 군주의 자리에 올랐다. 
즉위 전후에 장육루 전투(長育壘戰鬪)가 일어나고 있었으며, 이 전투에서 수륙양용(水陸兩用)을 펼쳐서 찐 주의 군대를 몰살시켰다. 이 전투를 시작으로 응우옌 주의 군대가 반격하기 시작하여, 북벌을 준비하게 되었다.
틴득 3년(1655년), 전투가 일어난지 7년이 되었을 때, 응우옌 주의 군대는 북벌을 본격적으로 진행하기 시작하였다. 응우옌 푹 떤은 응우옌 흐우 젓(베트남어: Nguyễn Hữu Dật / 阮有鎰 완유잇)과 응우옌 흐우 띠엔(베트남어: Nguyễn Hữu Tiến / 阮有進 완유진)을 선두로 하여 북벌을 진행하였다. 북포정주(北布政州)를 장악한 뒤, 계속 진격하여 남강(藍江)의 남쪽 7현을 복속시켰다. 
이듬해(1656년), 응우옌 푹 떤은 긴 전투 중에 직접 군대를 찾아가 군대의 사기 진작을 시켰으나, 찐 주의 군주 찐짱(베트남어: Trịnh Tráng / 鄭梉 정장)은 남강을 수복 하기 위해, 손자 찐깐(베트남어: Trịnh Căn / 鄭根 정근)을 보내 군사를 거느리게 하였다. 이로써, 찐 주와 응우옌 주의 전쟁은 남강에서 승패를 가르게 되었다. 
빈토 3년(1660년), 응우옌 푹 떤이 보낸 선봉대장들 사이에서 내분이 생기자 전력이 약화되기 시작하였으며, 5년간 전투를 벌였던 병사들의 사기가 저하되었다. 이틈을 노려 찐깐의 군대가 반격을 시도하여, 응우옌 주의 군대는 후퇴를 하게 되었다. 이 전투에서 응우옌 주의 군대는 남강에서 철수하였으며, 북벌이 실패하여 다시 원점으로 돌아갔다.
이듬해(1661년) 윤 10월, 반격에 성공한 찐 주의 군대는 다시 남정하여 장육루(長育壘)에서 다시 전투를 시작하였지만, 크게 성공하지는 못하고 3달 만에 다시 북쪽으로 철수하였다. 이 전투 이후로 약 10년 동안에 찐 주는 북쪽으로 응우옌 주는 남쪽으로 눈을 돌려 잠시 휴전상태에 놓이게 된다.
즈엉득 원년(1672년), 찐 주는 다시 남정을 시작하였다. 응우옌 주에서는 응우옌 푹 투언(베트남어: Nguyễn Phúc Thuần / 阮福淳 완복순)을, 찐 주에서는 다시 찐깐이 선봉으로 세워 전투를 시작하였다. 이후 응우옌 주는 찐 주에 패배의 설욕을 다시 느끼게 하였으며, 이 결과로 찐 주는 공식적인 휴전 협정을 제안한다. 응우옌 주는 그 제안을 받아 들여 정강(淨江)의 지류를 경계로 하여 휴전협정이 체결되었으며, 약 100년간 평화로운 시대를 맞이하게 되었다.
휴전협정 이후, 응우옌 주는 다시 남쪽 영토확장에 집중할 수 있었다. 캄보디아와의 전쟁의 고조가 보이고 있었지만, 군사적인 충돌은 없었다. 
찐호아 8년 3월 19일(1687년 4월 30일), 군주 응우옌 푹 떤은 서거하니, 향년 68세(만 66세)였다.

## 봉호, 시호, 능호
후 레 왕조에서 받은 초기 봉호는 부장(副將) 겸 용례후(베트남어: Dương Lễ Hầu / 勇禮侯)이며, 즉위 후에 받은 후 받은 봉호는 절제수보제영(節制水步诸营) 겸 총내외평장군국중사(總內外平章軍國重事) 겸 태보(太保) 겸 용군공(베트남어: Dương Quận Công / 勇郡公)에 진봉하였으며, 틴득(盛德) 원년(1653년) 태부(太傅) 겸 용국공(베트남어: Dương Quốc Công / 勇國公)으로 진봉하였다.
사후에 받은 시호는 대원수총국정 공고덕후용철왕(베트남어: Đại Nguyên Soái Thống Quốc Chính Công Cao Đức Hậu Dũng Triết Vương / 大元帥總國政 功高德厚勇哲王)으로 추존하였고, 까인흥(景興) 5년(1744년)에 칭왕이 된 후에 묘호를 의조(베트남어: Nghị Tổ / 毅祖), 시호를 선위건무영명장정성덕신공효철왕(베트남어: Tuyên Uy Kiến Vũ Anh Minh Trang Chính Thánh Đức Thần Công Hiếu Triết Vương / 宣威建武英明莊正聖德神功孝哲王)으로 재추존하였고, 응우옌 왕조가 건국 하고 칭제 후인 자롱(嘉隆) 5년(1806년)에 묘호를 태종(베트남어: Thái Tông / 太宗), 시호를 선위건무영명장정성덕신공효철황제(베트남어: Tuyên Uy Kiến Vũ Anh Minh Trang Chính Thánh Đức Thần Công Hiếu Triết Hoàng Đế / 宣威建武英明莊正聖德神功孝哲皇帝)로 재추존하였다.
능호는 장흥릉(베트남어: Trường Hưng Lăng / 長興陵)이다.

## 가족 관계

### 후비
| 봉호            | 시호                                  | 이름 (성씨)                                  | 별칭  | 생몰년도        | 국구 (장인/장모) | 비고  |
| --------------- | ------------------------------------- | -------------------------------------------- | ----- | --------------- | ---------------- | ----- |
| 정부인 (正夫人) | 자민장비 (Từ Mẫn Trang Phi /慈敏莊妃) | 짜우 티 비엔 (Châu Thị Viên /朱氏園 /주씨원) | [ 1 ] | 1625년 ~ 1684년 |                  | [ 2 ] |
| 차비 (次妃)     | 자선정비 (Từ Tiên Tĩnh Phi /慈僊靜妃) | 똥 티 도이 (Tống Thị Đôi /宋氏堆 /송씨퇴)    |       | 1626년 ~ 1666년 | [ 3 ]            | [ 4 ] |

### 공자
| - | 봉호                             | 시호                   | 이름                                                 | 생몰년도        | 생모                  | 자식    | 별칭   | 비고                  |
| - | -------------------------------- | ---------------------- | ---------------------------------------------------- | --------------- | --------------------- | ------- | ------ | --------------------- |
| 1 | 복군공 (Phúc Quận Công /福郡公)  |                        | 응우옌 푹 지엔 (Nguyễn Phúc Diễn /阮福演 /완복연)    | 1640년 ~ 1684년 | 자민장비 짜우 티 비엔 | 6남     | [ 5 ]  | [ 6 ]                 |
| 2 | 홍국공 (Hoằng Quốc Công /弘國公) |                        | 응우옌 푹 타이 (Nguyễn Phúc Thái /阮福溙 /완복태)    | 1650년 ~ 1691년 | 자선정비 똥 티 도이   | 5남 4녀 | [ 7 ]  | 응우옌 주 제5대 군주. |
| 3 | 강군공 (Cương Quận Công /綱郡公) |                        | 응우옌 푹 쩐 (Nguyễn Phúc Trân /阮福溱 /완복진)      | 1651년 ~ 1685년 | 자선정비 똥 티 도이   | 1남     | [ 8 ]  | [ 9 ]                 |
| 4 | 협군공 (Hiệp Quận Công /協郡公)  | 전절 (Toàn Tiết /全節) | 응우옌 푹 투언 (Nguyễn Phúc Thuần /阮福淳 /완복순)   | 1653년 ~ 1675년 | 자민장비 짜우 티 비엔 | 4남     | [ 10 ] | [ 9 ] [ 11 ]          |
| 5 |                                  |                        | 응우옌 푹 니엔 (Nguyễn Phúc Niên /阮福年 /완복년)    |                 |                       |         |        | 요절함.               |
| 6 |                                  |                        | 응우옌 푹 니에우 (Nguyễn Phúc Nhiễu /阮福遶 /완복요) |                 |                       |         |        | 요절함.               |

### 공녀
| - | 봉호 | 시호 | 이름                                                         | 생몰년도 | 생모                  | 부마 | 별칭 | 비고       |
| - | ---- | ---- | ------------------------------------------------------------ | -------- | --------------------- | ---- | ---- | ---------- |
| 1 |      |      | 응우옌 티 응옥따오 (Nguyễn Thị Ngọc Tào /阮氏玉曹 /완씨옥조) |          | 자민장비 짜우 티 비엔 |      |      |            |
| 2 |      |      | 응우옌 티 (Nguyễn Thị /阮氏 /완씨)                           |          |                       |      |      | 기록 미상. |
| 3 |      |      | 응우옌 티 (Nguyễn Thị /阮氏 /완씨)                           |          |                       |      |      | 기록 미상. |

## 기년
- 대남실록(大南實錄)의 기준으로 정리함.

| 태종            | 원년               | 2년                    | 3년        | 4년                    | 5년                  | 6년                      | 7년        | 8년              | 9년        | 10년                 |
| 서기            | 1649년             | 1650년                 | 1651년     | 1652년                 | 1653년               | 1654년                   | 1655년     | 1656년           | 1657년     | 1658년               |
| 육십간지        | 기축(己丑)         | 경인(庚寅)             | 신묘(辛卯) | 임진(壬辰)             | 계사(癸巳)           | 갑오(甲午)               | 을미(乙未) | 병신(丙申)       | 정유(丁酉) | 무술(戊戌)           |
| 후 레 왕조 연호 | 카인득 (慶德) 원년 | 2년                    | 3년        | 4년                    | 5년 틴득 (盛德) 원년 | 2년                      | 3년        | 4년              | 5년        | 6년 빈토 (永壽) 원년 |
| 태종            | 11년               | 12년                   | 13년       | 14년                   | 15년                 | 16년                     | 17년       | 18년             | 19년       | 20년                 |
| 서기            | 1659년             | 1660년                 | 1661년     | 1662년                 | 1663년               | 1664년                   | 1665년     | 1666년           | 1667년     | 1668년               |
| 육십간지        | 기해(己亥)         | 경자(庚子)             | 신축(辛丑) | 임인(壬寅)             | 계묘(癸卯)           | 갑진(甲辰)               | 을사(乙巳) | 병오(丙午)       | 정미(丁未) | 무신(戊申)           |
| 후 레 왕조 연호 | 2년                | 3년                    | 4년        | 5년 반카인 (萬慶) 원년 | 까인찌 (景治) 원년   | 2년                      | 3년        | 4년              | 5년        | 6년                  |
| 태종            | 21년               | 22년                   | 23년       | 24년                   | 25년                 | 26년                     | 27년       | 28년             | 29년       | 30년                 |
| 서기            | 1669년             | 1670년                 | 1671년     | 1672년                 | 1673년               | 1674년                   | 1675년     | 1676년           | 1677년     | 1678년               |
| 육십간지        | 기유(己酉)         | 경술(庚戌)             | 신해(辛亥) | 임자(壬子)             | 계축(癸丑)           | 갑인(甲寅)               | 을묘(乙卯) | 병진(丙辰)       | 정사(丁巳) | 무오(戊午)           |
| 후 레 왕조 연호 | 7년                | 8년                    | 9년        | 즈엉득 (陽德) 원년     | 2년                  | 3년 득응우옌 (德元) 원년 | 2년        | 빈찌 (永治) 원년 | 2년        | 3년                  |
| 태종            | 31년               | 32년                   | 33년       | 34년                   | 35년                 | 36년                     | 37년       | 38년             | 39년       |                      |
| 서기            | 1679년             | 1680년                 | 1681년     | 1682년                 | 1683년               | 1684년                   | 1685년     | 1686년           | 1687년     |                      |
| 육십간지        | 기미(己未)         | 경신(庚申)             | 신유(辛酉) | 임술(壬戌)             | 계해(癸亥)           | 갑자(甲子)               | 을축(乙丑) | 병인(丙寅)       | 정묘(丁卯) |                      |
| 후 레 왕조 연호 | 4년                | 5년 찐호아 (正和) 원년 | 2년        | 3년                    | 4년                  | 5년                      | 6년        | 7년              | 8년        |                      |

## 같이 보기
- 후 레 왕조